# Rally Cataluña de 2005
El Rally Cataluña de 2005, oficialmente 41è Rally RACC Catalunya – Costa Daurada (Rallye de España), fue la edición 41.ª y la decimoquinta ronda de la temporada 2005 del Campeonato Mundial de Rally. Se celebró entre el 28 y el 30 de octubre y contó con quince tramos sobre asfalto sumando un total de 358.75 km cronometrados.
En el año 2005, se produjeron cambios importantes en la prueba. La FIA exigió que la seguridad fuera superior, debido a la cantidad de público que había en los últimos años y obligó a un único punto de asistencia, con lo que la organización del rally decidió cambiar su ubicación, que era en Gerona desde el 2002, y lo trasladó a Salou, en Tarragona, con la base en el aparcamiento de Port Aventura. Como consecuencia, el rally pasó a llamarse «Rally Catalunya-Costa Daurada». Aun así, en ese primer año de cambio de ubicación, el séptimo tramo, El Lloar-La Figuera se suspendió por excesiva afluencia de espectadores.
El campeonato de marcas se decidió en Cataluña. Sébastien Loeb ganó,  logrando la décima victoria de la temporada, seguido de su compañero François Duval y del finlandés Mikko Hirvonen, que lograba el primer podio en su carrera con un Focus privado. La actuación de Hirvonen impidió a Citroën lograr un triplete, al apear del podio en el último tramo al español Pons que finalizó cuarto. Con todo, la marca francesa festejó el campeonato de marcas y el campeonato junior que había logrado el español Dani Sordo con su Citroën C2.

## Itinerario y ganadores
| Día   | Tramo | Hora  | Nombre                  | Distancia | Ganador        | Tiempo    | Vel. media  | Líder rally    |
| ----- | ----- | ----- | ----------------------- | --------- | -------------- | --------- | ----------- | -------------- |
| Día 1 | SS1   | 08:28 | Querol 1                | 25.43 km  | Sébastien Loeb | 14:02,8   | 108.62 km/h | Sébastien Loeb |
| Día 1 | SS2   | 09:16 | El Montmell 1           | 24.14 km  | Sébastien Loeb | 12:40,7   | 114.24 km/h | Sébastien Loeb |
| Día 1 | SS3   | 11:57 | Vilaplana 1             | 28.33 km  | Dani Solá      | 16:47,4   | 101.24 km/h | Sébastien Loeb |
| Día 1 | SS4   | 13:32 | Pratdip                 | 28.35 km  | Sébastien Loeb | 17:18,0   | 98.32 km/h  | Sébastien Loeb |
| Día 1 | SS5   | 16:38 | Querol 2                | 25.43 km  | Sébastien Loeb | 13:52,2   | 110.01 km/h | Sébastien Loeb |
| Día 1 | SS6   | 17:26 | El Montmell 2           | 24.14 km  | Sébastien Loeb | 12:36,5   | 114.88 km/h | Sébastien Loeb |
| Día 2 | SS7   | 08:38 | El Lloar – La Figuera 1 | 20.01 km  | Cancelado      | Cancelado | Cancelado   | Sébastien Loeb |
| Día 2 | SS8   | 10:06 | Capafonts 1             | 27.54 km  | Gigi Galli     | 16:56,8   | 97.51 km/h  | Sébastien Loeb |
| Día 2 | SS9   | 12:39 | Colldejou 1             | 28.48 km  | Sébastien Loeb | 17:27,5   | 97.88 km/h  | Sébastien Loeb |
| Día 2 | SS10  | 13:32 | Riudecanyes 1           | 11.27 km  | Sébastien Loeb | 7:37,6    | 88.66 km/h  | Sébastien Loeb |
| Día 2 | SS11  | 15:48 | El Lloar – La Figuera 2 | 20.01 km  | Sébastien Loeb | 11:22,5   | 105.55 km/h | Sébastien Loeb |
| Día 2 | SS12  | 17:16 | Capafonts 2             | 27.54 km  | Mikko Hirvonen | 16:43,5   | 98.80 km/h  | Sébastien Loeb |
| Día 3 | SS13  | 08:35 | Colldejou 2             | 28.48 km  | Sébastien Loeb | 16:57,4   | 100.77 km/h | Sébastien Loeb |
| Día 3 | SS14  | 09:28 | Riudecanyes 2           | 11.27 km  | Petter Solberg | 7:31,6    | 89.84 km/h  | Sébastien Loeb |
| Día 3 | SS15  | 11:21 | Vilaplana 2             | 28.33 km  | Mikko Hirvonen | 16:51,6   | 100.82 km/h | Sébastien Loeb |

## Clasificación final

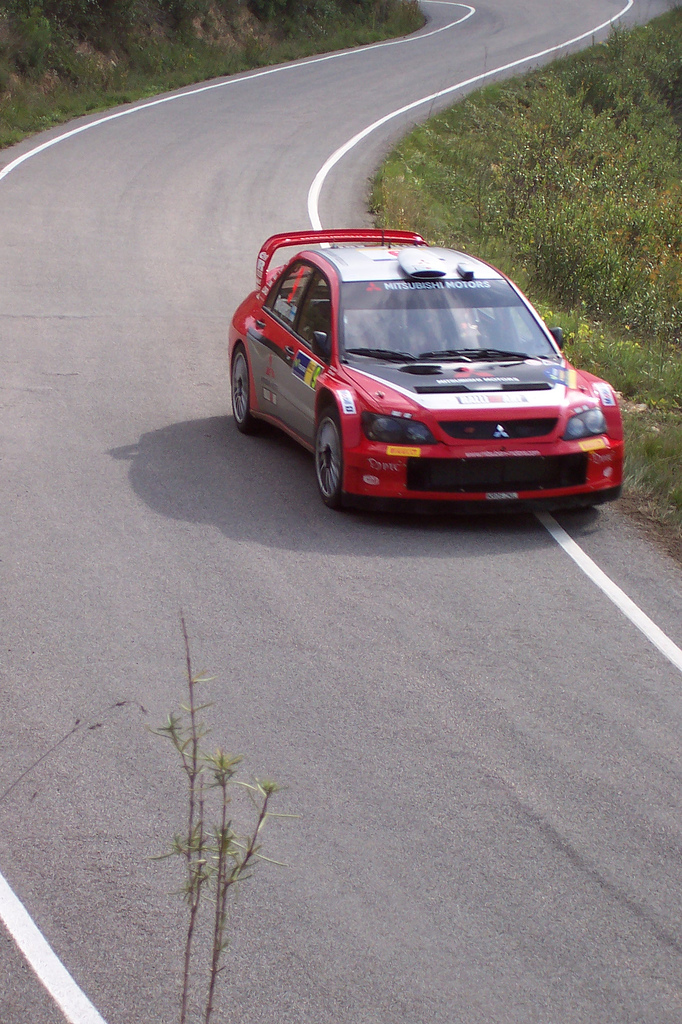
Harri Rovanperä solo pudo ser décimo con su Mitsubishi Lancer WRC.

| Pos.    | Piloto            | Copiloto             | Automóvil            | Tiempo    | Diferencia | Puntos |
| WRC     | WRC               | WRC                  | WRC                  | WRC       | WRC        | WRC    |
| ------- | ----------------- | -------------------- | -------------------- | --------- | ---------- | ------ |
| 1.      | Sebastien Loeb    | Daniel Elena         | Citroën Xsara WRC    | 3:31:07,0 | 0,0        | 10     |
| 2.      | François Duval    | Sven Smeets          | Citroën Xsara WRC    | 3:32:28,9 | +1:21,9    | 8      |
| 3.      | Mikko Hirvonen    | Jarmo Lehtinen       | Ford Focus WRC 03    | 3:33:53,7 | +2:46,7    | 6      |
| 4.      | Xavier Pons       | Carlos Del Barrio    | Citroën Xsara WRC 04 | 3:33:54,9 | +2:47,9    | 5      |
| 5.      | Roman Kresta      | Jan Tomanek          | Ford Focus WRC 04    | 3:34:31,6 | +3:24,6    | 4      |
| 6.      | Nicholas Bernardi | Jean Marc Fortin     | Peugeot 307 WRC Evo2 | 3:35:16,4 | +4:09,4    | 3      |
| 7.      | Antony Warmbold   | Michael Orr          | Ford Focus RS WRC 04 | 3:36:07,3 | +5:00,3    | 2      |
| 8.      | Jan Kopecky       | Filip Schovánek      | Škoda Fabia WRC 05   | 3:36:29,3 | +5:22,3    | 1      |
| JWRC    |                   |                      |                      |           |            |        |
| 1.(12.) | Dani Sordo        | Marc Martí           | Citroën C2 S1600     | 3:48:27.7 | 0.0        | 10     |
| 2.(16.) | Kosti Katajamaki  | Timo Alanne          | Suzuki Ignis S1600   | 3:53:28.6 | +5:00.9    | 8      |
| 3.(17.) | Mirco Baldacci    | Giovanni Bernacchini | Fiat Punto S1600     | 3:53:50.4 | +5:22.7    | 6      |
| 4.(21.) | Urmo Aava         | Kulda Sikk           | Suzuki Ignis S1600   | 3:58:15.9 | +9:48.2    | 5      |
| 5.(22.) | Martin Prokop     | Petr Gross           | Suzuki Ignis S1600   | 3:59:05.9 | +10:38.2   | 4      |
| 6.(23.) | Pavel Valousek    | Petr Stary           | Suzuki Ignis S1600   | 4:02:07.8 | +13:40.1   | 3      |
| 7.(28.) | Kris Meeke        | Glenn Patterson      | Citroën C2 S1600     | 4:09:59.5 | +21:31.8   | 2      |
| 8.(39.) | Luca Cechettini   | Massimo Daddoveri    | Fiat Punto S1600     | 4:36:29.2 | +48:01.5   | 1      |

## Campeonato
- Clasificación del campeonato tras la celebración del Rally Cataluña:[6]

| Pos. | Piloto            | MON | SWE | MEX | NZL | ITA | CYP | TUR | GRC | ARG | FIN | GER | GBR | JPN | FRA | ESP | AUS | Puntos |
| ---- | ----------------- | --- | --- | --- | --- | --- | --- | --- | --- | --- | --- | --- | --- | --- | --- | --- | --- | ------ |
| 1    | Sébastien Loeb    | 1   | Ret | 4   | 1   | 1   | 1   | 1   | 1   | 1   | 2   | 1   | 3   | 2   | 1   | 1   |     | 127    |
| 2    | Petter Solberg    | Ret | 1   | 1   | 3   | 2   | Ret | 2   | 9   | 3   | 4   | 7   | 1   | Ret | 3   | 13  |     | 71     |
| 3    | Marcus Gronholm   | 5   | Ret | 2   | 2   | 3   | Ret | 3   | 4   | 2   | 1   | 3   | Ret | 1   | Ret | Ret |     | 71     |
| 4    | Toni Gardemeister | 2   | 3   | 6   | 6   | 5   | 5   | 6   | 2   | 4   | 6   | 17  | DSQ | 6   | 2   | 14  |     | 58     |
| 5    | Markko Martin     | 4   | 2   | 3   | 5   | 4   | 3   | 5   | 8   | 6   | 3   | 4   | Ret |     |     |     |     | 53     |
| 6    | François Duval    | Ret | 12  | Ret | 4   | 11  | Ret |     |     | 7   | 8   | 2   | 2   | 4   | Ret | 2   |     | 37     |
| 7    | Harri Rovanpera   | 7   | 4   | 5   | Ret | Ret | 7   | 10  | 6   | 5   | 7   | 10  | 4   | 5   | 10  | 10  |     | 31     |
| 8    | Roman Kresta      | 8   | 8   | Ret |     | 6   | 6   | 7   | Ret | 11  | 23  | 6   | 6   | 7   | 5   | 5   |     | 26     |
| 9    | Manfred Stohl     | 6   |     |     | 9   | 9   | 2   |     | 20  | 8   | Ret | Ret | 5   |     |     |     |     | 16     |
| 10   | Mikko Hirvonen    |     | Ret |     |     | Ret |     |     | 5   |     | 5   |     |     | Ret |     | 3   |     | 14     |
| 11   | Carlos Sainz      |     |     |     |     |     |     | 4   | 3   |     |     |     |     |     |     |     |     | 11     |
| 12   | Gigi Galli        |     | 7   |     | 8   | Ret |     | 8   | 7   | Ret | Ret | 5   | 13  | Ret | 9   | Ret |     | 10     |
| 13   | Henning Solberg   |     | 5   |     |     | 15  | 4   | 11  | Ret |     | 9   |     | 10  |     |     |     |     | 9      |
| 14   | Chris Atkinson    |     | 19  | Ret | 7   | 18  | 10  | 24  | Ret | 9   | Ret | 11  | 38  | 3   | Ret | 9   |     | 8      |
| 15   | Gilles Panizzi    | 3   |     | 8   |     |     | 11  |     |     |     |     |     |     | 11  | Ret |     |     | 7      |
| 16   | Xavier Pons       | Ret | 38  | 10  | 13  | Ret | 34  | 17  | 10  | 10  | 12  | 9   | 11  |     | 7   | 4   |     | 7      |
| 17   | Stéphane Sarrazin | 14  | 13  |     |     | 12  |     |     | 13  |     |     | 8   | Ret |     | 4   | Ret |     | 6      |
| 18   | Anthony Warmbold  | 10  | 11  | 7   | 11  | 7   | Ret | 9   | Ret | 12  | Ret |     | 12  | 9   | 13  | 7   |     | 6      |
| 19   | Daniel Carlsson   |     | 6   |     |     | Ret | 8   | Ret | 14  | 15  |     |     |     | 8   |     |     |     | 5      |
| 20   | Nicolas Bernardi  |     |     |     |     |     |     |     |     |     |     | Ret | Ret |     | 8   | 6   |     | 4      |
| 21   | Alexandre Bengué  | 9   |     |     |     |     |     |     |     |     |     | Ret |     |     | 6   | Ret |     | 3      |
| 22   | Colin McRae       |     |     |     |     |     |     |     |     |     |     |     | 7   |     |     |     |     | 2      |
| 23   | Mark Higgins      |     | Ret |     | Ret | 10  | Ret | 44  | Ret | DSQ |     |     | 8   |     |     |     |     | 1      |
| 24   | Jan Kopecký       |     | 37  |     |     |     |     |     |     |     |     | Ret |     |     | 12  | 8   |     | 1      |
| 25   | Juuso Pykälistö   |     |     |     |     | 8   |     |     |     |     |     |     |     |     |     |     |     | 1      |